# Dąbrówka Tuchowska (gromada)
Dąbrówka Tuchowska – dawna gromada, czyli najmniejsza jednostka podziału terytorialnego Polskiej Rzeczypospolitej Ludowej w latach 1954–1972.
Gromady, z gromadzkimi radami narodowymi (GRN) jako organami władzy najniższego stopnia na wsi, funkcjonowały od reformy reorganizującej administrację wiejską przeprowadzonej jesienią 1954 do momentu ich zniesienia z dniem 1 stycznia 1973, tym samym wypierając organizację gminną w latach 1954–1972.
Gromadę Dąbrówka Tuchowska z siedzibą GRN w Dąbrówce Tuchowskiej utworzono – jako jedną z 8759 gromad na obszarze Polski – w powiecie tarnowskim w woj. krakowskim, na mocy uchwały nr 30/IV/54 WRN w Krakowie z dnia 6 października 1954. W skład jednostki weszły obszary dotychczasowych gromad Dąbrówka Tuchowska, Burzyn i Lubaszowa ze zniesionej gminy Tuchów w tymże powiecie. Dla gromady ustalono 18 członków gromadzkiej rady narodowej.
31 grudnia 1961 do gromady Dąbrówka Tuchowska przyłączono obszar zniesionej gromady Jodłówka Tuchowska.
1 stycznia 1969 do gromady Dąbrówka Tuchowska przyłączono wieś Siedliska ze zniesionej gromady Siedliska.
Gromada przetrwała do końca 1972 roku, czyli do kolejnej reformy gminnej.